# Lougre
Pour la commune située dans le Doubs, voir Lougres.

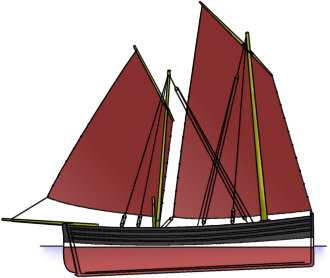
Modèle général du Lougre

Un lougre est un ancien type de bateau utilisé sur les côtes de la Manche et en océan Atlantique.

## Présentation
Le lougre est un petit bâtiment ponté, long de 14  à   23 m, généralement gréé de trois mâts à pible (c'est-à-dire d'une seule partie) : de l'avant à l'arrière, mât de misaine, grand mât, artimon (ou mât de tapecul), portant des voiles au tiers ou "bourcets". À l'avant, le foc est gréé sur un long bout-dehors, tandis que l'écoute de la voile de tapecul fait retour par une queue de malet. 
Les voiles sont gréées au tiers. À la grand-voile et à la misaine peuvent parfois s'ajouter huniers, voire perroquets. Les lougres ont été utilisés dans les marines de guerre, tant française qu'anglaise, ou par les contrebandiers, à la fin du XVIIIe siècle et au début du XIXe siècle. Ils ont également été utilisés au cabotage, pour le commerce. Les bisquines et les chasse-marée ont un gréement très voisin. Par analogie de silhouette, d'autres bateaux ont été nommés lougres, comme le lougre de Loguivy, un petit bateau non ponté.
Les lougres de guerre étaient fins, légers, souvent bordés à clins et généreusement toilés. Ils convenaient parfaitement pour le rôle d'éclaireur des escadres, ou pour la surveillance côtière. Les lougres de cabotage, de par leur fonction de « camion de la mer », ont des formes plus larges et une vaste cale. Les bordés du bouchain sont particulièrement renforcés pour permettre l'échouage en charge. Les lougres de Quimper étaient surnommés « trois mâts fous » car leurs équipages, bien que réduits (de trois à quatre hommes), ne manquaient pas d'audace. Ils faisaient surtout le trafic du charbon et des poteaux de mine, entre la Bretagne et le pays de Galles, et celui du vin de Bordeaux. Ces navires dont l'apogée se situe au milieu du XIXe siècle, ont progressivement été remplacés par les goélettes, les sloops ou les dundées.

## Galerie

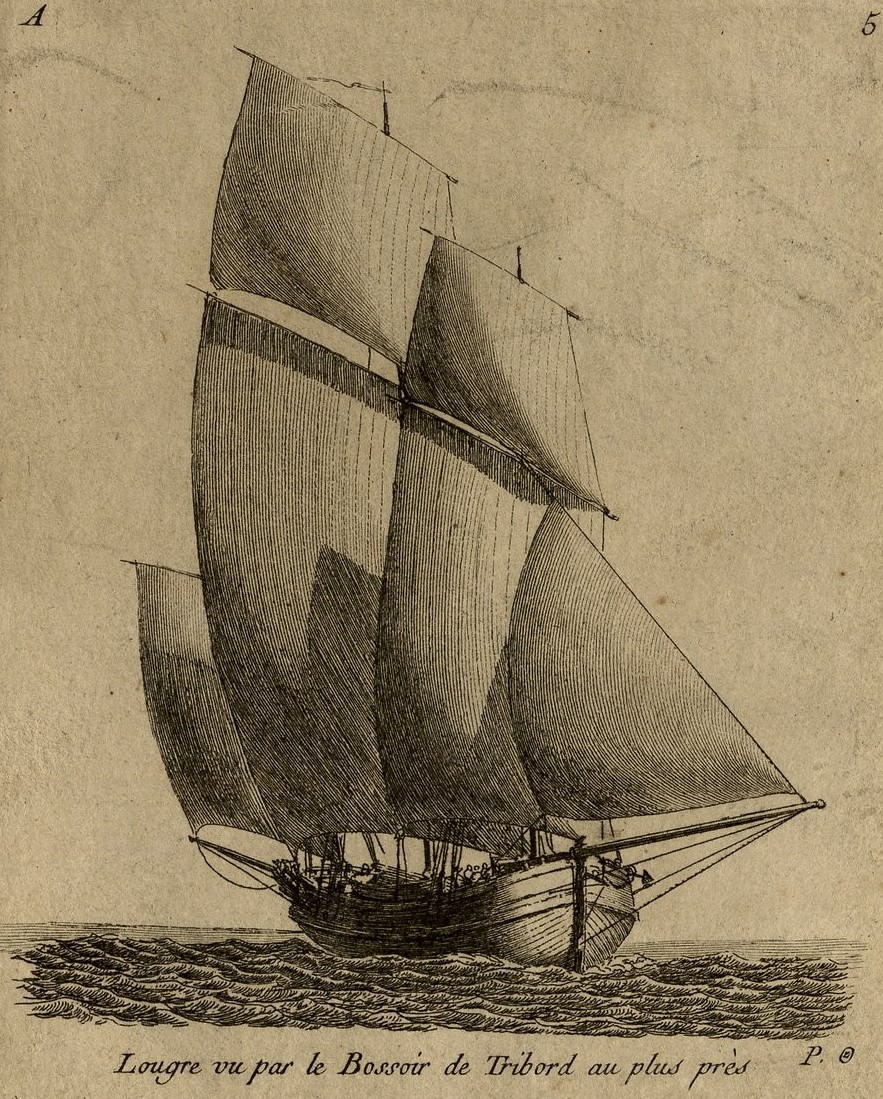
Lougre naviguant au plus près au début du XIXe siècle.
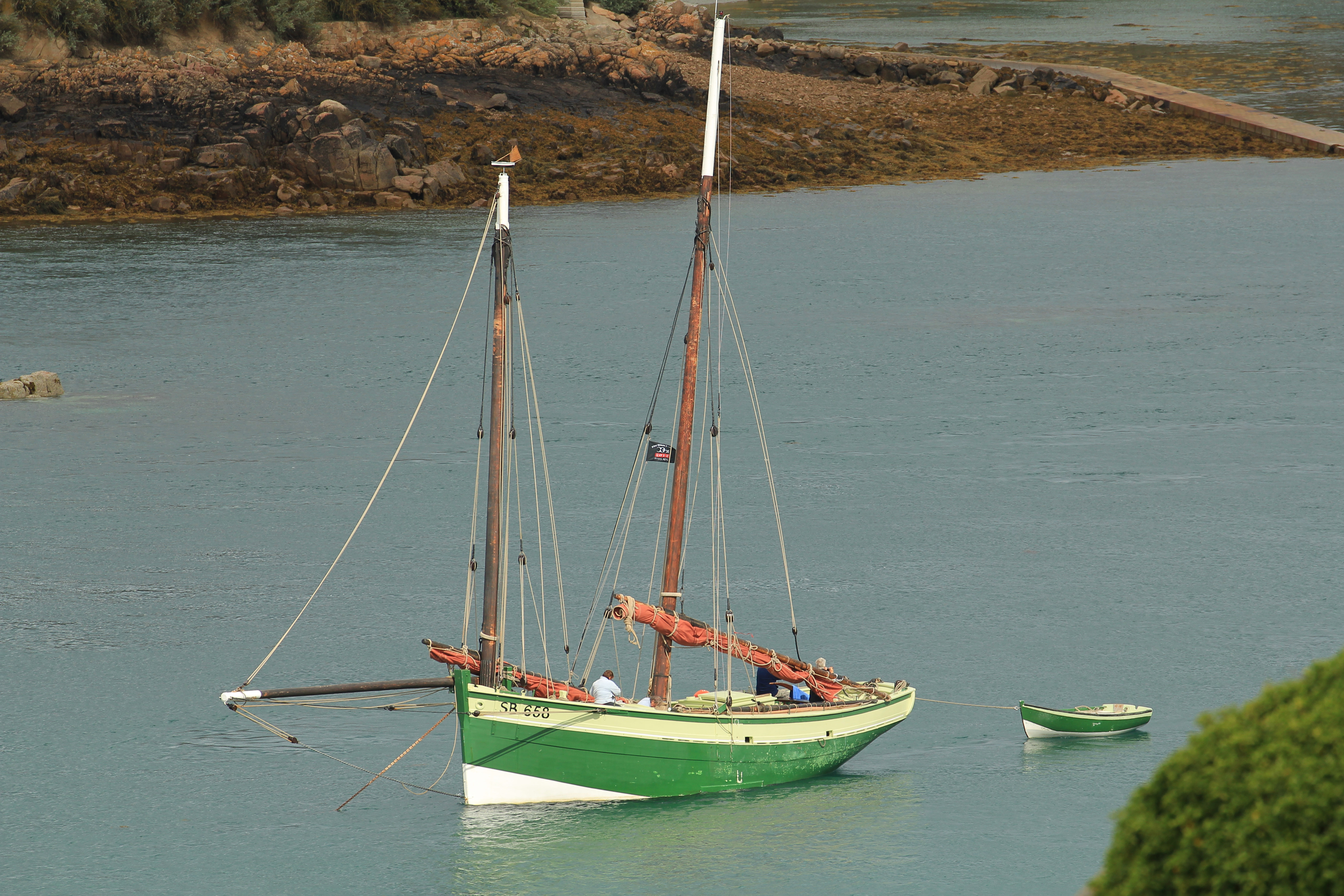
Le Grand Léjon au mouillage dans le Kerpont.
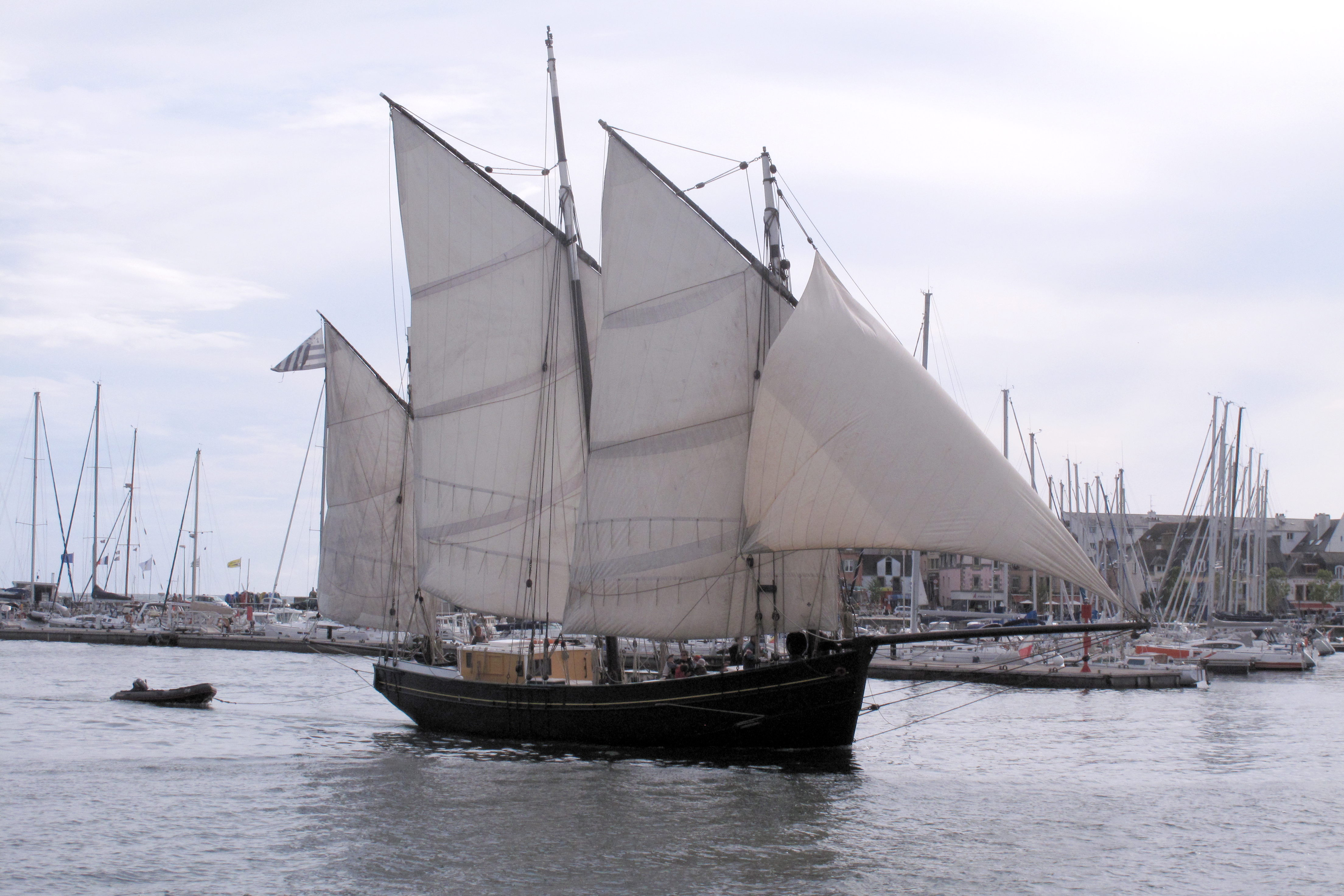
Le Corentin de Quimper, lancé en 1991.
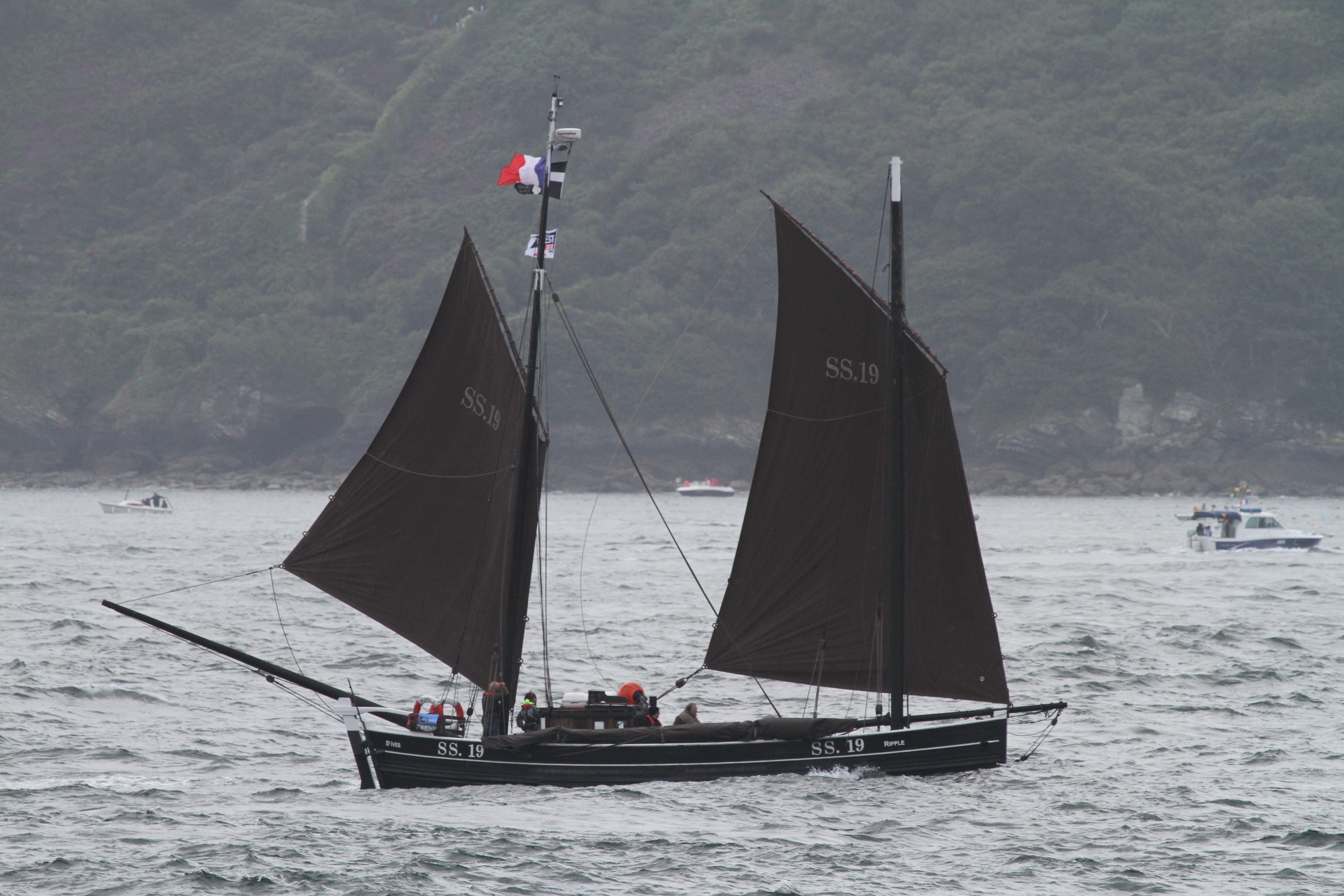
Le Ripple, lougre anglais naviguant à Brest en 2012.

## Exemples de navires
- Le Grand Léjon : lougre de la baie de Saint-Brieuc.
- Le Corentin : lougre chasse-marée de Quimper.
- Ibis : lougre en bois britannique construit en 1930.
- Le Ripple : lougre britannique construit en 1896.
- Le Rose of Argyll : lougre construit en Écosse en 1964.
- La Belle Angèle : lougre lancé en 1991 à Brest et naufragé en 2017.